# Mustelus mustelus
Mustelus mustelus là một loài cá nhám trong họ Triakidae. Loài này được tìm thấy ở phía đông Đại Tây Dương từ quần đảo Anh tới Nam Phi, và ở vùng biển Địa Trung Hải, Madeira, và quần đảo Canary ở độ sâu từ 5 m đến 625 m (mặc dù chúng thường ở độ sâu giữa 5-50m). Đôi khi chúng có thể phát triển chiều dài đến 200 cm, nhưng kích thước tối đa thông thường của chúng là 150 cm. Loài này thường phát triển chiều dài đến 100–120 cm với chiều dài con non khi sinh là 35 cm. Loài này đẻ con.